# 海擎天
海擎天（The Praia）是澳門的大型高級住宅，是新天康投資股份有限公司發展的地產物業項目，由第一太平戴維斯管理，位於澳門半島聖安多尼堂區林茂海邊大馬路、船澳街、海灣南街，2010年5月28日落成入伙。
海擎天由4座樓高55層的住宅大廈組成，共提供約1344個個住宅單位，為澳門最高的摩天大樓及住宅大廈之一。每座物業頂層有複式單位，並設有多層停車場、平臺花園、住客會所、游泳池等設施。